# Sasser (Géorgie)
Pour les articles homonymes, voir Sasser.
Sasser est une ville américaine située dans le comté de Terrell, en Géorgie. Selon le recensement de 2020, sa population est de 287 habitants.